# Hotline Bling
Hotline Bling è un singolo del rapper canadese Drake, pubblicato il 31 luglio 2015 come primo estratto dal quarto album in studio Views.

## Descrizione
Il brano R&B, dancehall, hip hop e pop, è composto in tonalità Re minore e ha un tempo di 135 battiti per minuto. Il pezzo trae ispirazione da Cha Cha di DRAM e originariamente doveva essere un remix di quest'ultimo, data la sua presentazione su Beats 1 OVO Sound Radio come Hotline Bling (Cha Cha Remix). La base strumentale è un campionamento di Why Can't We Live Together, brano soul di Timmy Thomas del 1972.

## Riconoscimenti
Agli American Music Awards del 2016 Hotline Bling è risultato vincitore nella categoria di Miglior canzone rap/hip hop, mentre alla cerimonia dei Grammy Awards 2017 ha trionfato come Miglior canzone rap e Miglior interpretazione rap melodica.

## Video musicale

Screenshot tratto dal video del brano

Il video musicale, finanziato dalla Apple, è stato diretto da Director X che si è ispirato alle opere di James Turrell. Secondo il regista il video «potrebbe incitare gli uomini a danzare più spesso». Il video è stato presentato in anteprima su Apple Music il 19 ottobre 2015 ed è stato poi reso disponibile su YouTube il successivo 26 ottobre.

## Tracce
Testi e musiche di Aubrey Graham, Paul Jefferies e Timmy Thomas.
1. Hotline Bling – 4:27

## Successo commerciale
Il singolo ha debuttato al 66º della Billboard Hot 100 statunitense nella pubblicazione del 22 agosto 2015 con 41 000 download ricevuti nella sua prima settimana. Dopo sei settimane è diventata la quattordicesima top ten di Drake negli Stati Uniti, entrando nella regione al numero 9 con 85 000 copie e 12,2 milioni di stream. Ha finito per raggiungere il 2º posto per cinque settimane non consecutive, bloccato alla vetta da The Hills di The Weeknd e da Hello di Adele.

## Classifiche

### Classifiche settimanali
| Classifica (2015-16) | Posizione massima |
| -------------------- | ----------------- |
| Australia            | 2                 |
| Austria              | 19                |
| Belgio (Fiandre)     | 8                 |
| Belgio (Vallonia)    | 5                 |
| Canada               | 3                 |
| Croazia              | 3                 |
| Danimarca            | 5                 |
| Finlandia            | 14                |
| Francia              | 9                 |
| Germania             | 18                |
| Irlanda              | 8                 |
| Italia               | 9                 |
| Libano               | 8                 |
| Messico              | 3                 |
| Norvegia             | 11                |
| Nuova Zelanda        | 14                |
| Paesi Bassi          | 6                 |
| Polonia              | 82                |
| Portogallo           | 6                 |
| Regno Unito          | 3                 |
| Repubblica Ceca      | 11                |
| Slovacchia           | 5                 |
| Spagna               | 12                |
| Stati Uniti          | 2                 |
| Sudafrica            | 3                 |
| Svezia               | 12                |
| Svizzera             | 13                |
| Ungheria             | 11                |

### Classifiche di fine anno
| Classifica (2015) | Posizione |
| ----------------- | --------- |
| Australia         | 43        |
| Canada            | 43        |
| Francia           | 90        |
| Italia            | 84        |
| Paesi Bassi       | 78        |
| Regno Unito       | 40        |
| Stati Uniti       | 30        |
| Ungheria          | 47        |
| Classifica (2016) | Posizione |
| Belgio (Fiandre)  | 100       |
| Belgio (Vallonia) | 79        |
| Brasile           | 29        |
| Canada            | 25        |
| Croazia           | 80        |
| Francia           | 76        |
| Italia            | 58        |
| Spagna            | 70        |
| Stati Uniti       | 24        |
| Svizzera          | 73        |
| Ungheria          | 91        |

### Classifiche di fine decennio
| Classifica (2010-19) | Posizione |
| -------------------- | --------- |
| Stati Uniti          | 92        |

## Cover e in altri media
Justin Bieber ha pubblicato una cover del brano il 30 ottobre 2015, ricevendo una nomination agli iHeartRadio Music Awards 2016 come Miglior cover. Lil Wayne ha incluso un freestyle sulla parte strumentale di Hotline Bling nel mixtape No Ceilings 2, così come Erykah Badu ha inciso una versione alternativa del pezzo intitolata Cel U Lar Device presente nel mixtape But You Caint Use My Phone. Nell'aprile 2018 Billie Eilish ha reso disponibile la sua cover del brano come lato B del singolo Party Favor, poi pubblicata digitalmente a giugno in concomitanza con l'uscita di Scorpion di Drake.
Il video è stato oggetto di una pubblicità della T-Mobile per il 50º Super Bowl, e ha inoltre ispirato diverse parodie e meme, tra cui il mash-up Wii Shop Bling creato con il tema musicale del canale Wii Shop.